# Церква Архистратига Михаїла (Красне)
Церква Архистратига Михаїла — дерев'яна церква, що розташована в селі Красне, яке було покинуте в 1999 році внаслідок аварії на ЧАЕС.

## Історія
1800 року на місці давнішого храму було споруджено дерев'яну церкву Архистратига Михаїла, проте вже 1905 року довелося її замінити, збудувавши нову, велику дерев'яну церкву у «єпархіальному» стилі. У 1926 році, зі встановленням радянської влади, церква була закрита, а священник був засланий до Сибіру. До 1942 року, коли церква була відкрита знову, двічі були спроби спалити її, проте мешканці села змогли врятувати її від руйнування. У 1986 році Михайлівський храм у виселеному селі Красне був повністю розграбований. Останнім часом силами церковної громади Свято-Іллінського храму та адміністрації зони виконана реставрація куполів і покрівлі церкви.
Нині це один із двох храмів у зоні відчуження, що збереглися до наших днів. Перший — діючий Свято-Іллінський храм у Чорнобилі. Також у селищі Товстий Ліс довгий час залишалася Свято-Воскресенська церква періоду козацького бароко, однак у 1996 році вона була знищена пожежею.

## Галерея

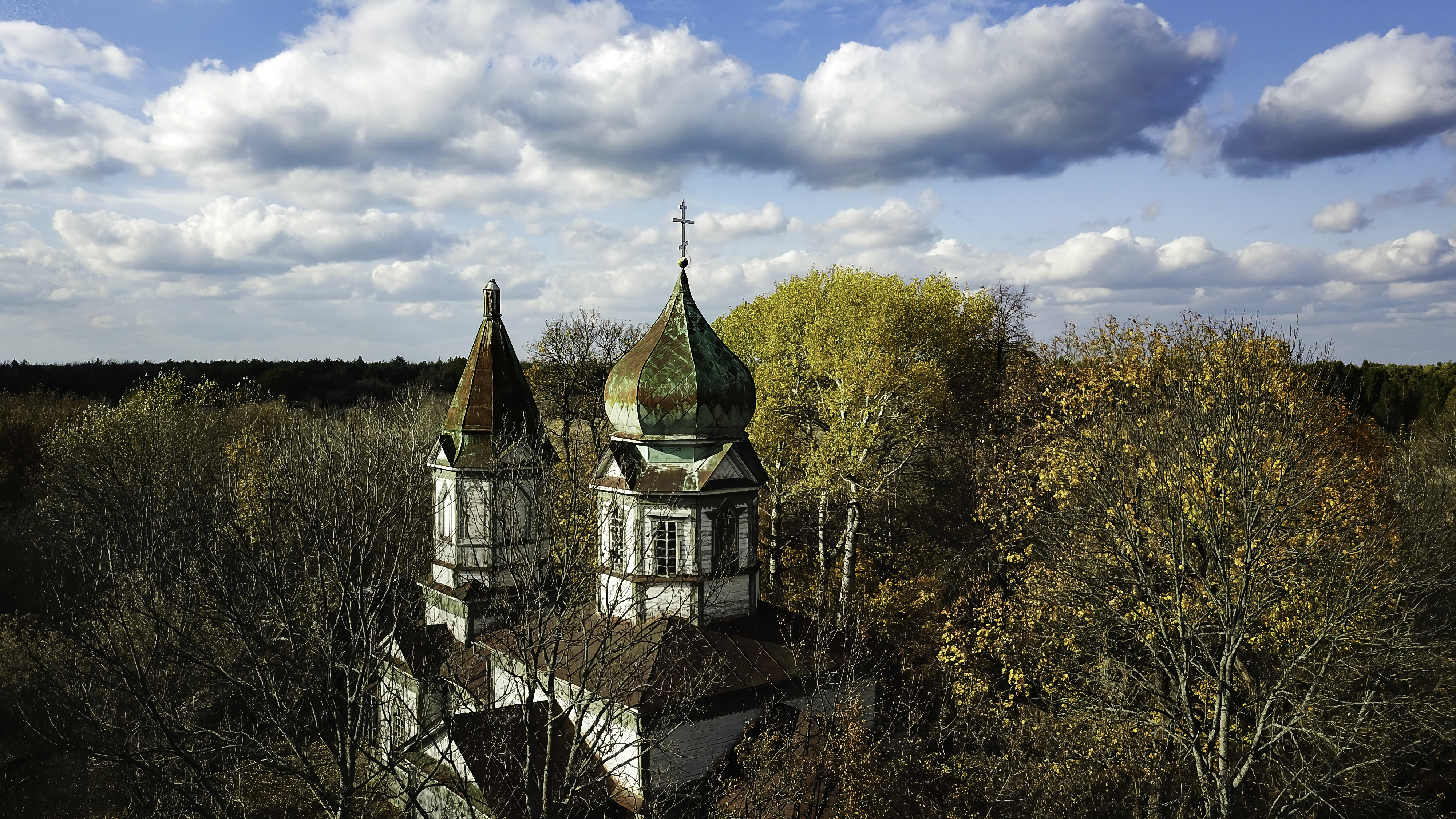
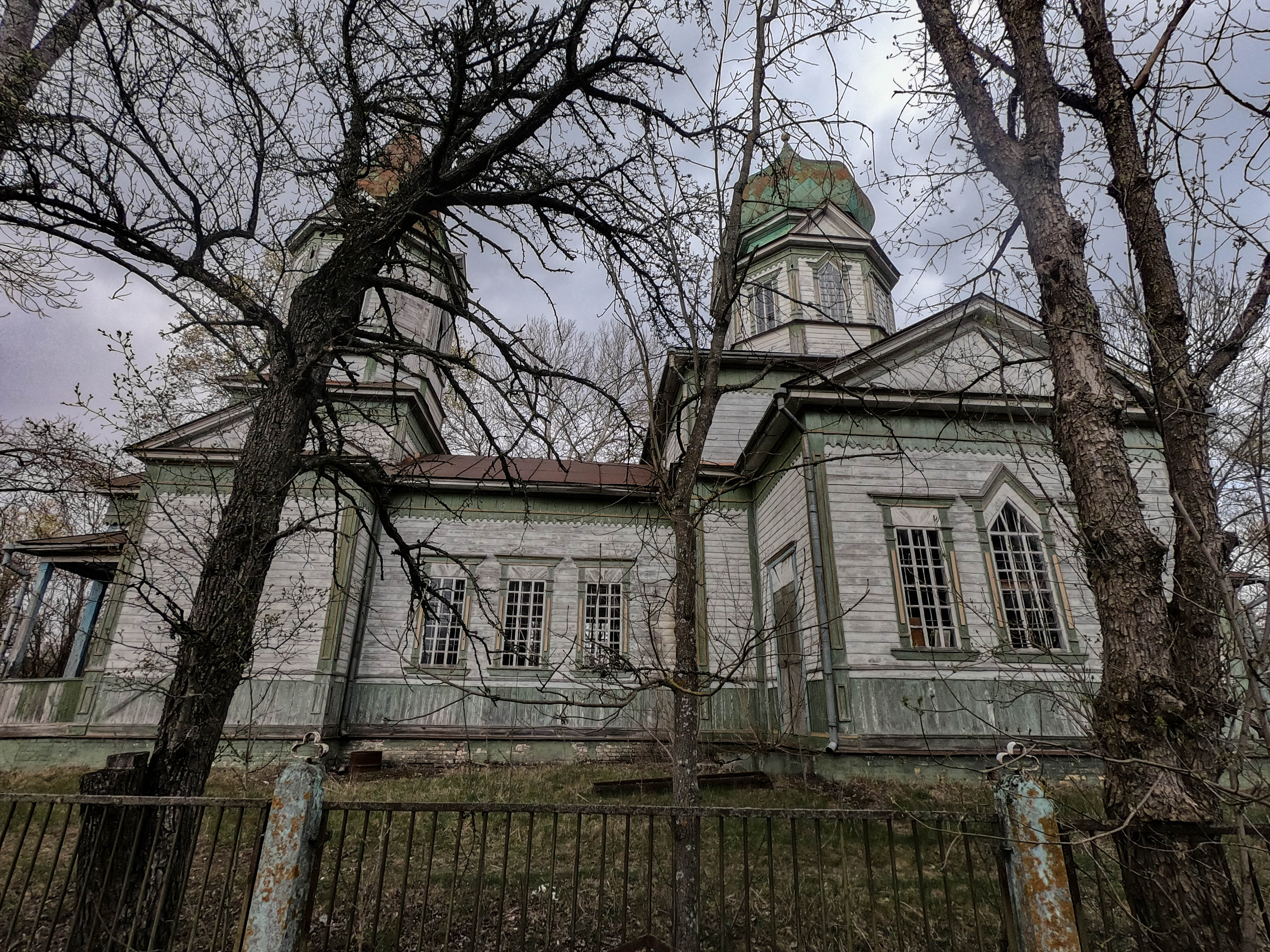
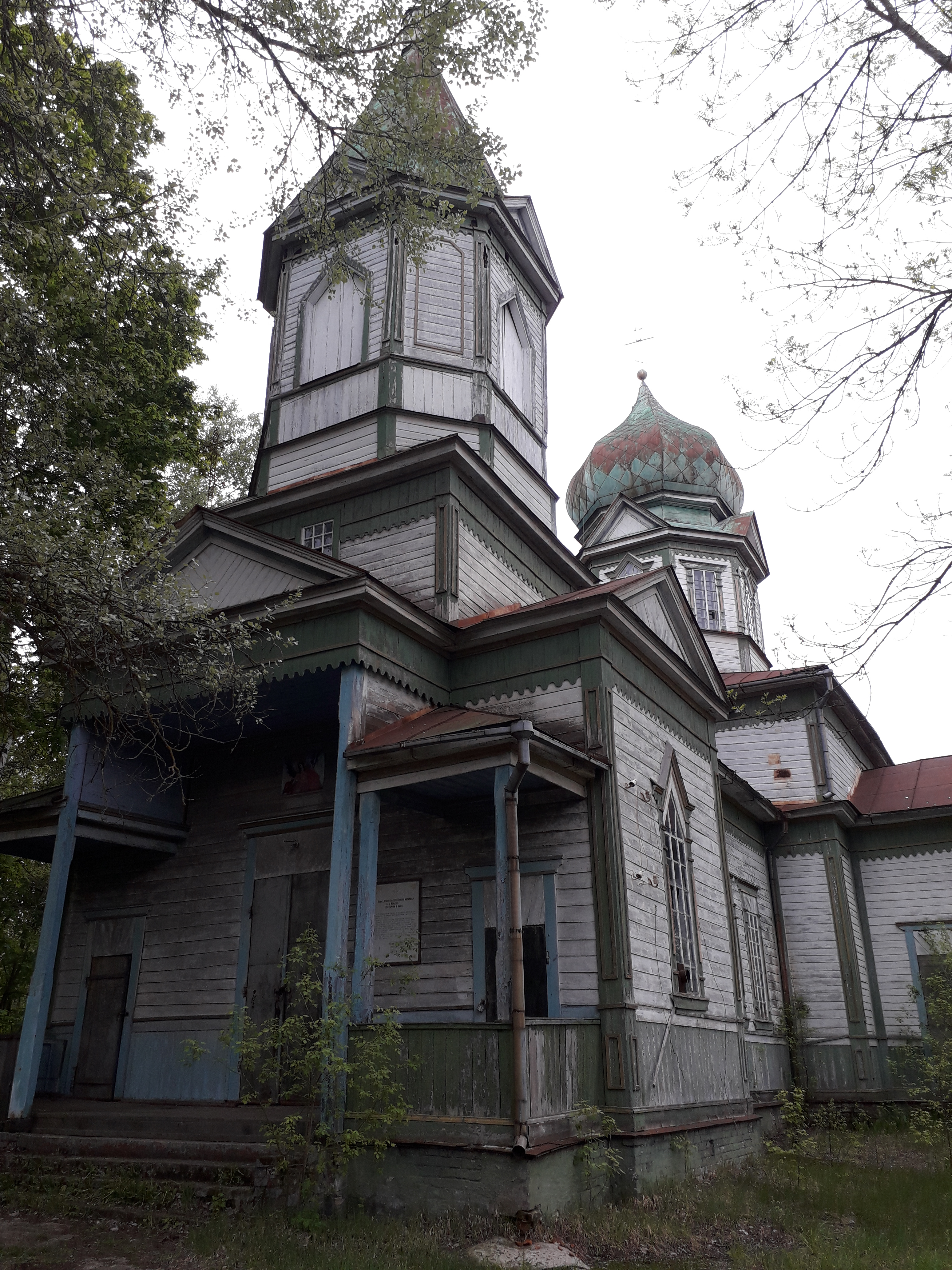
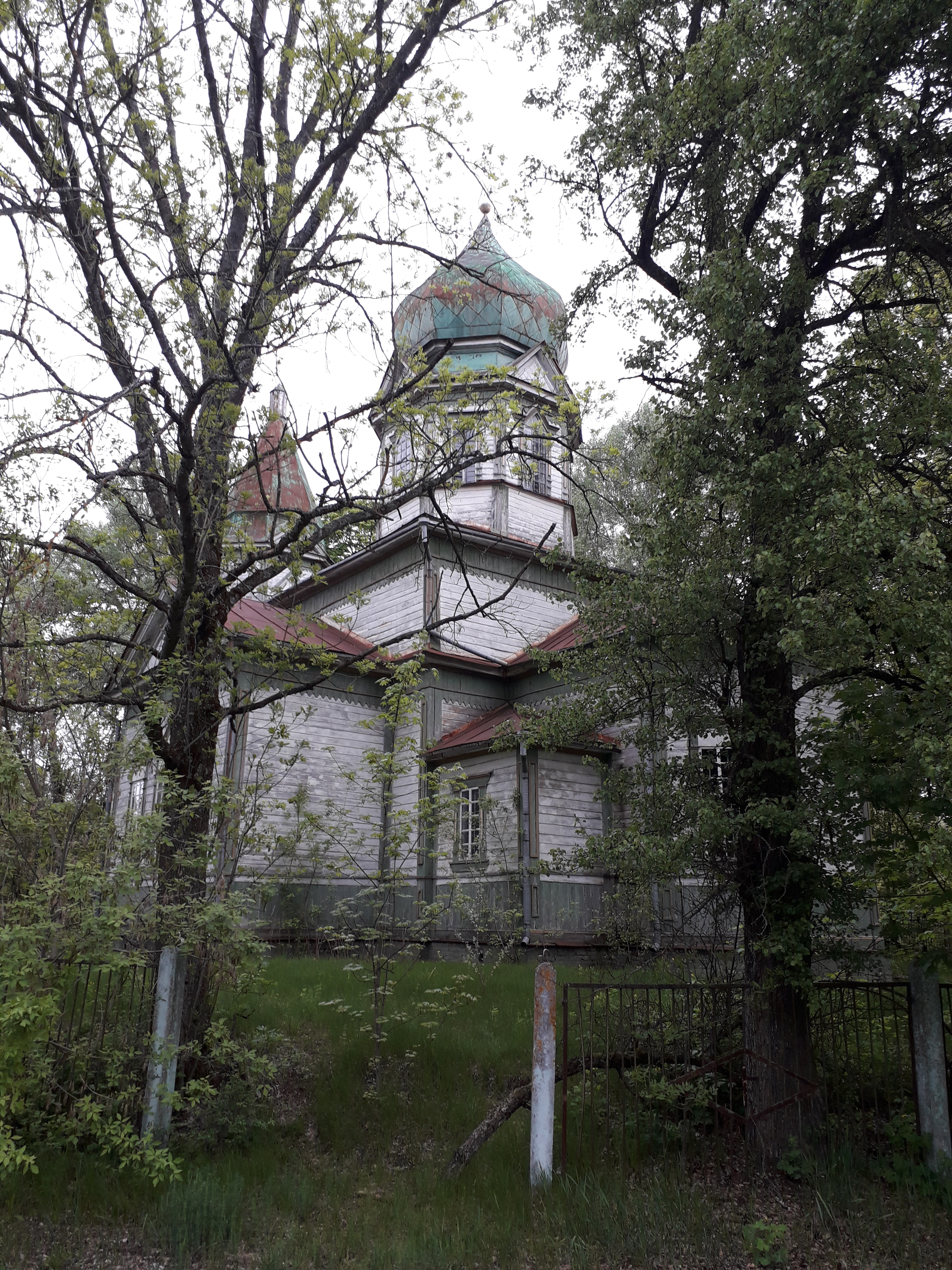
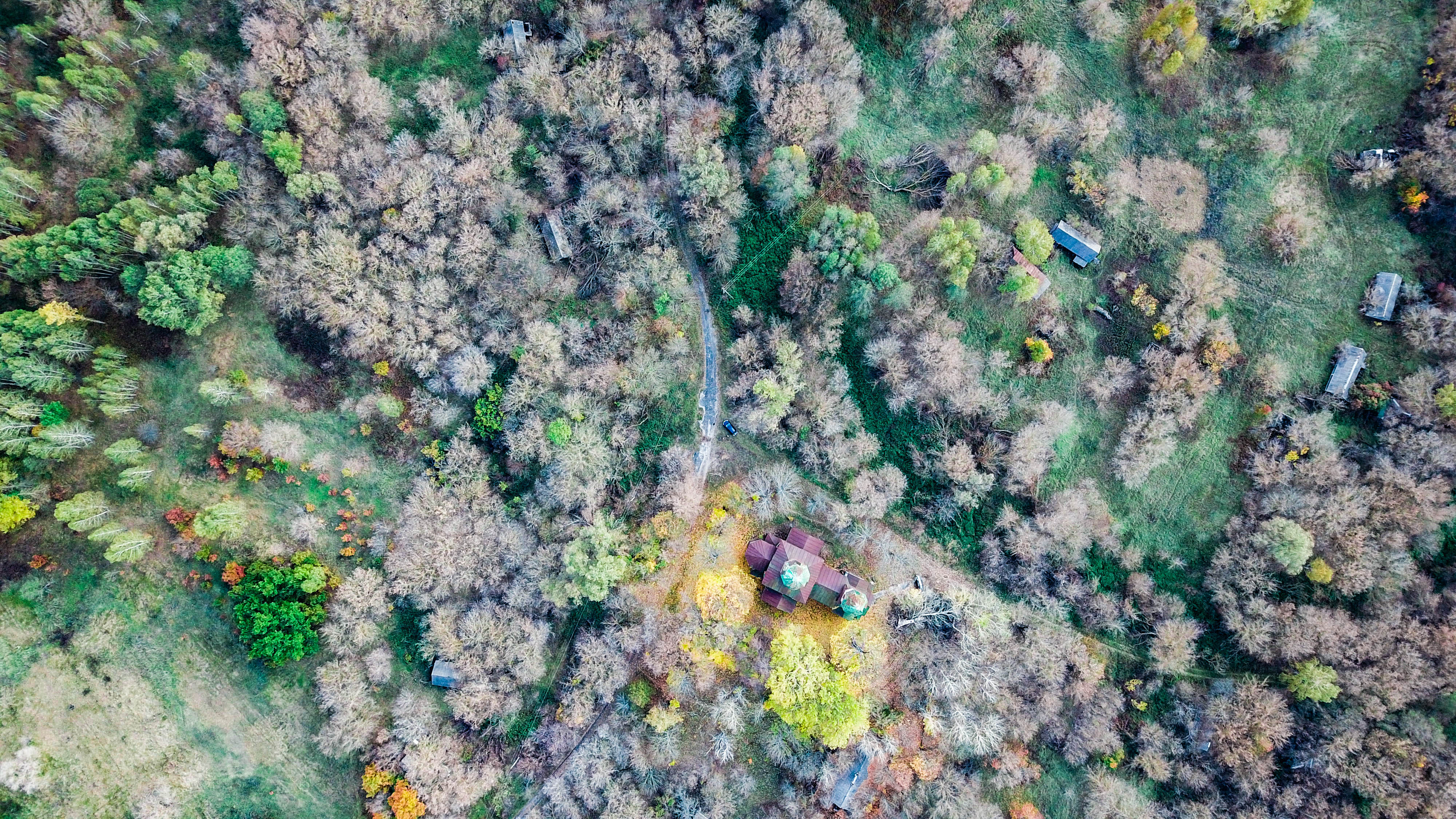
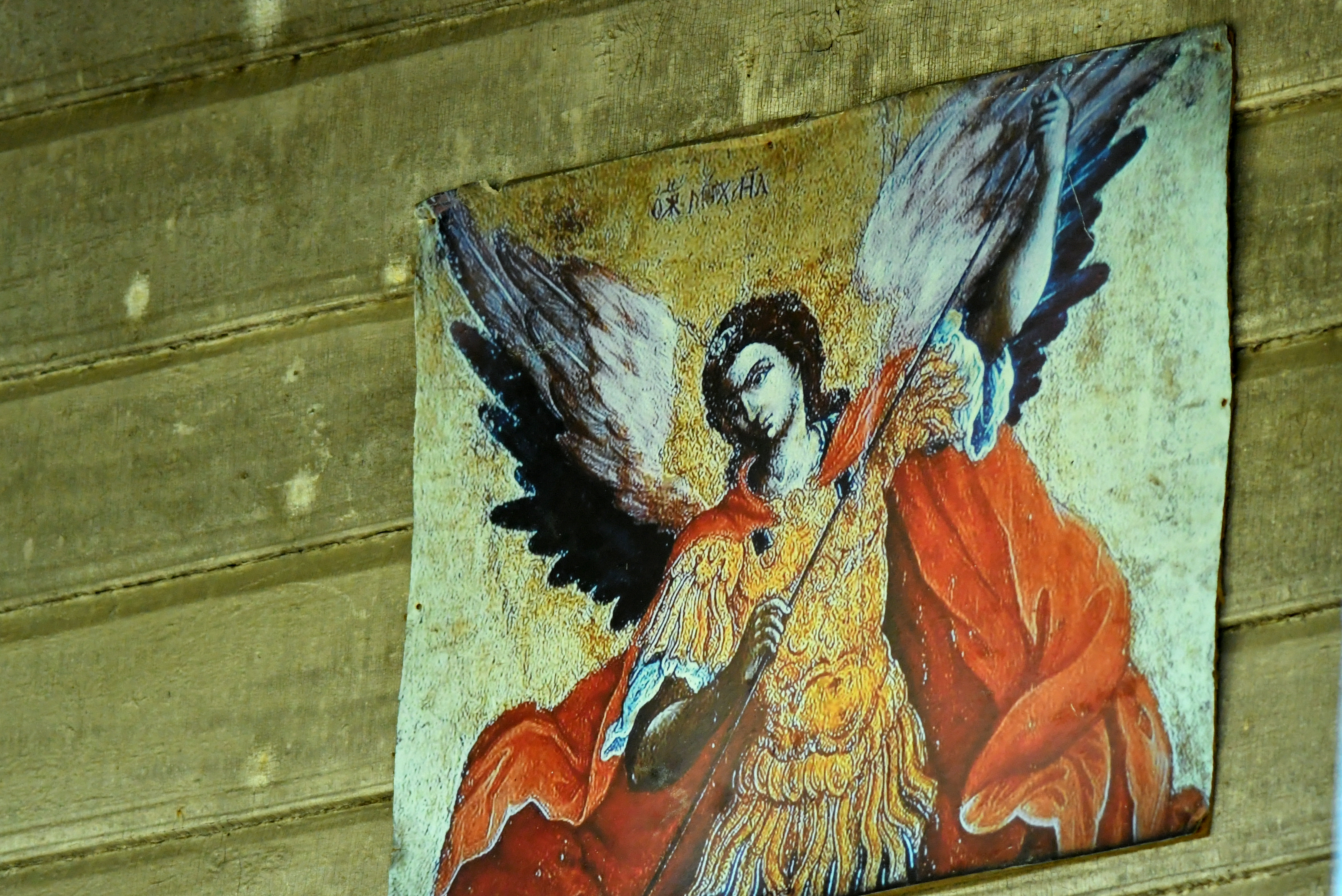
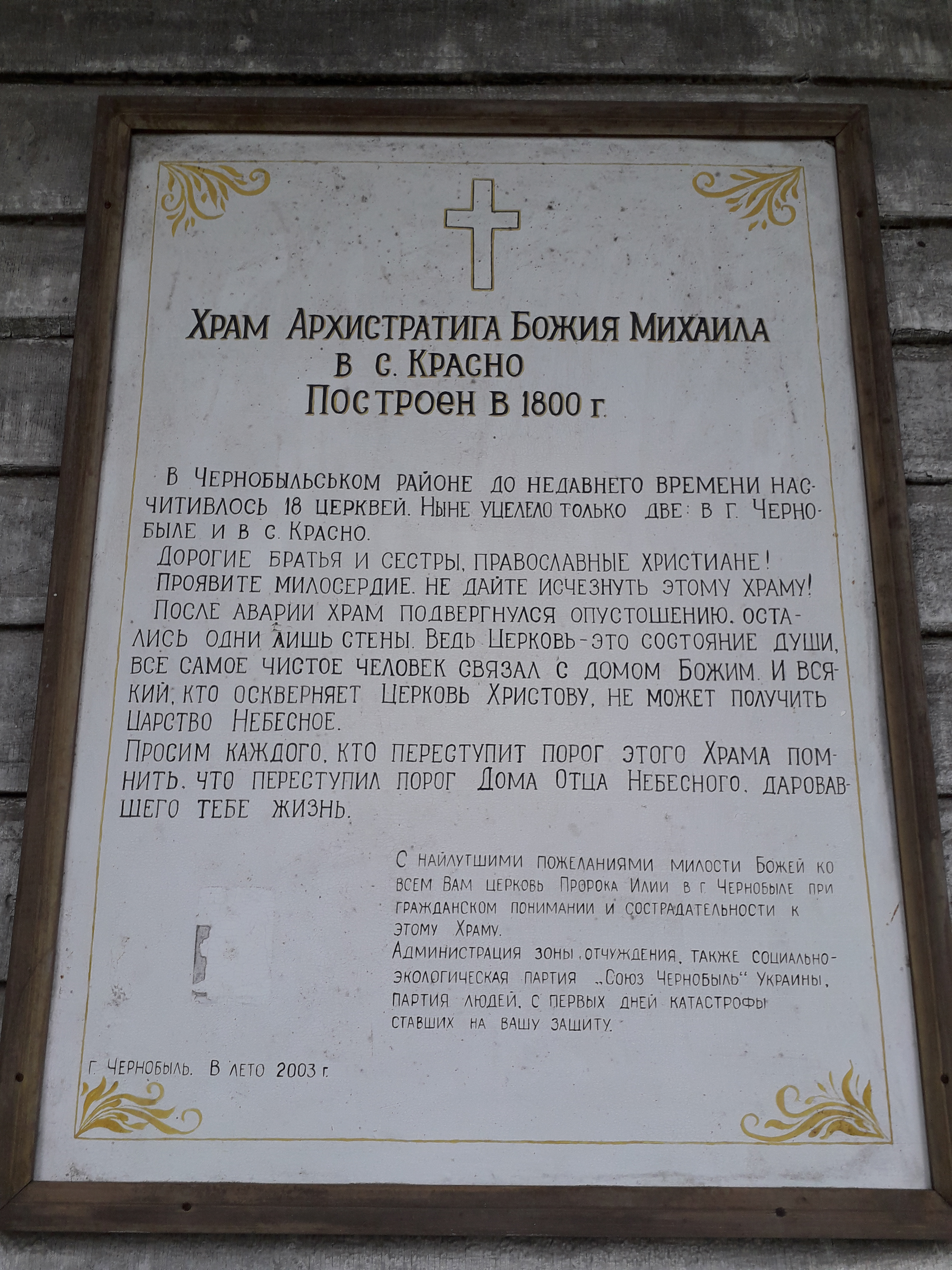
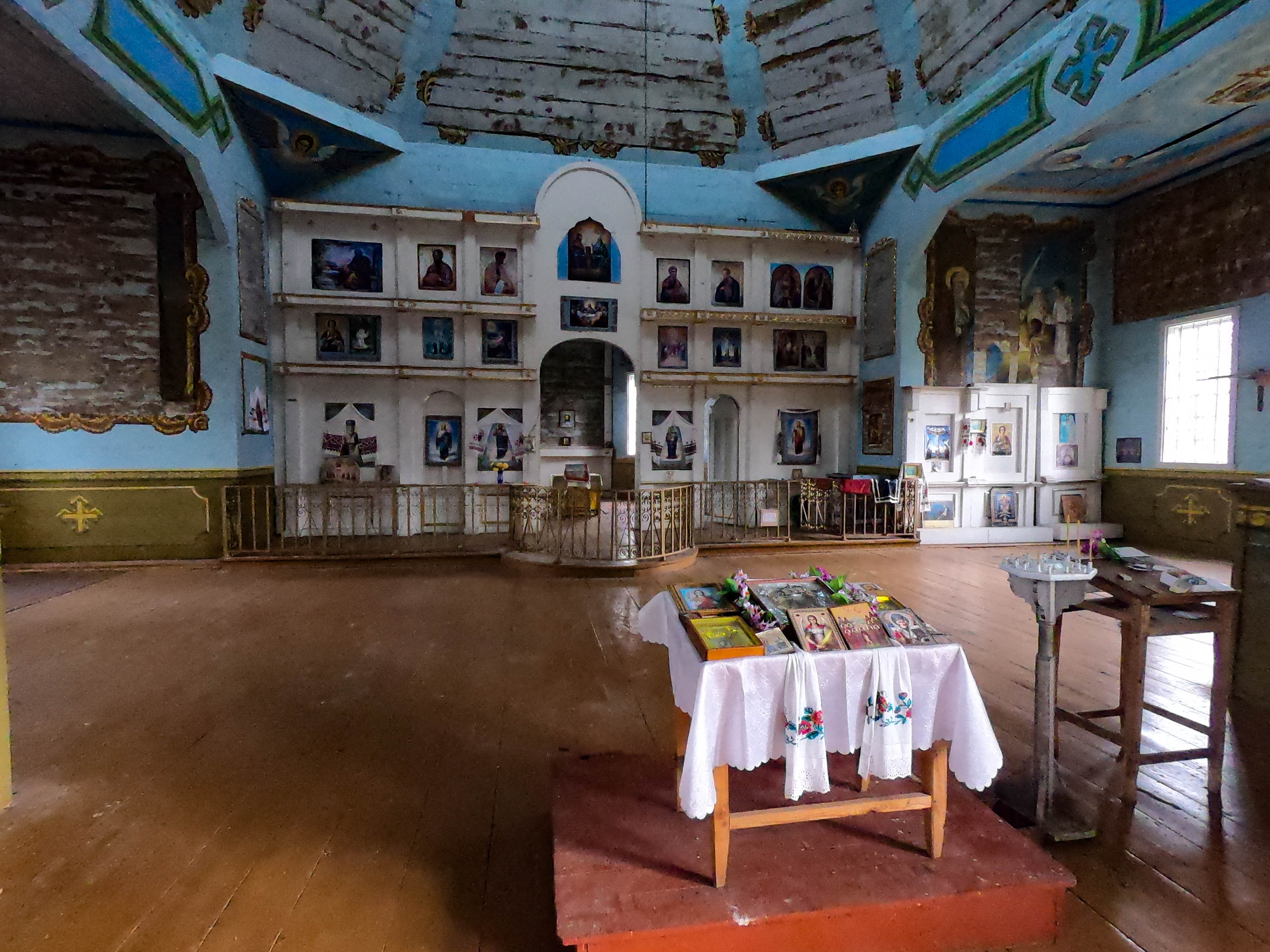
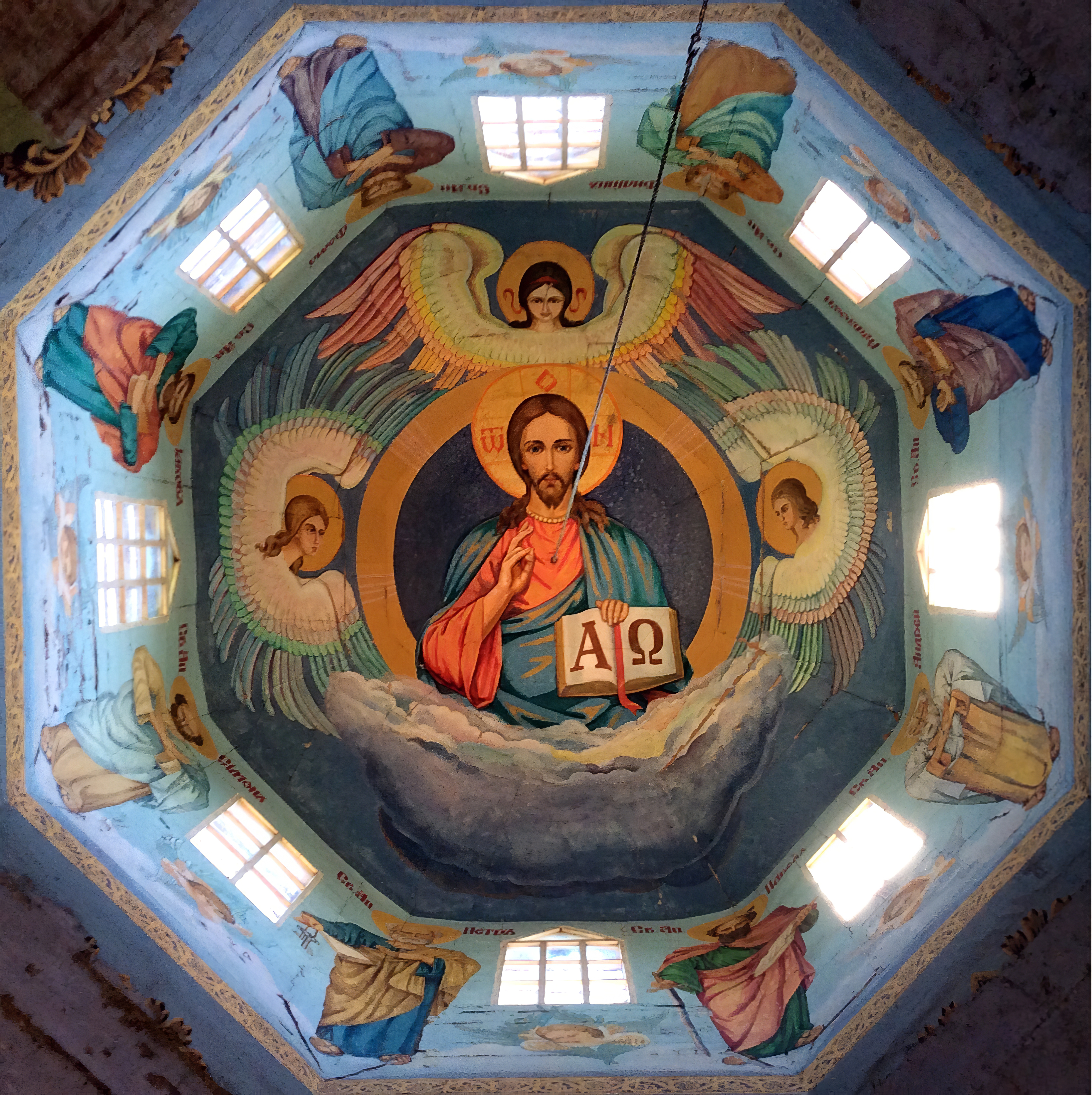
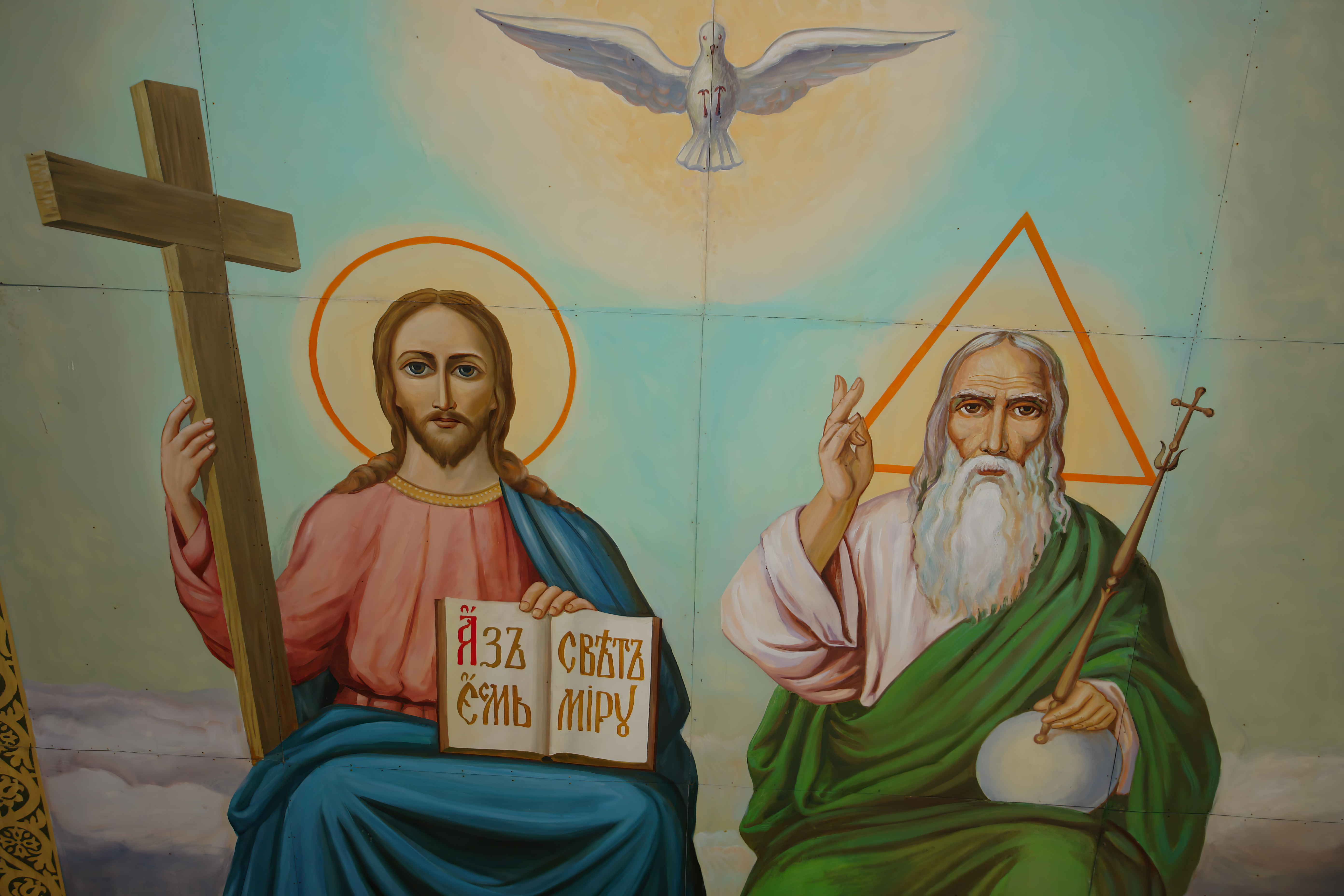